# Рустамова, Тамилла Саид кызы
Тамилла Саид кызы Рустамова-Крастыньш (азерб. Tamilla Səid qızı Rüstəmova-Krastınş; 1936, Баку — 23 июля 2020, Москва) — азербайджанская актриса и пианистка.

## Биография
Тамилла Рустамова родилась в 1936 году в семье азербайджанского композитора Саида Рустамова.
В 1959 году окончила музыкальный институт имени Гнесиных по специальности «фортепиано».
В 1964 году снялась в первом в истории советского кинематографа киноальманахе «Кого мы больше любим», включавшем три новеллы: «Вершина», «Сила притяжения» и «Через горный лес».
Скончалась 23 июля 2020 года в Москве в возрасте 84 лет.

### Личная жизнь
В 1959 году вышла замуж за вокалиста Ольгерда Крастыньша и переехала в Ригу.

## Фильмография
- 1962 — Великая опора — Мая
- 1964 — Кого мы больше любим (новелла «Вершина») — Севда
- 1964 — Звезда — Улдуз
- 1971 — Последний перевал — Новресте